# Правоюловский
Правоюловский — посёлок в Сальском районе Ростовской области России.
Входит в Гигантовское сельское поселение.

## География

### Улицы
- ул. Ангельева,
- ул. Дорожная,
- ул. Крупской,
- ул. Молодёжная.

## Население
| 2010 |
| ---- |
| 246  |